# دبستان توحید
دبستان توحید مربوط به دوره پهلوی اول است و در رامهرمز، خیابان طالقانی، روبروی اداره بهداشت و درمان شماره۱ واقع شده و این اثر در تاریخ ۲۳ شهریور ۱۳۸۲ ، با شمارهٔ ثبت ۹۹۵۸ به‌عنوان یکی از آثار ملی ایران به ثبت رسیده است.